# From DROPOUT
『From DROPOUT』（フロム・ドロップアウト）は、秋山黄色のメジャーデビューアルバムであり、1枚目のフルアルバム。2020年3月4日にエピックレコードジャパンから発売された。

## 背景とリリース
秋山黄色のメジャーデビューアルバムであり、自身初のフルアルバムである。
前作『Hello my shoes』収録曲の「やさぐれカイドー」「猿上がりシティーポップ」や、それ以降に配信シングルとしてリリースされた「クラッカー・シャドー」「夕暮れに映して」、フジテレビ系火9ドラマ『10の秘密』の主題歌として書き下ろされた楽曲で2020年2月4日に先行配信された「モノローグ」など、全10曲を収録。
また「Caffeine」は、YouTubeで公開されているミュージックビデオやSpotifyなどのストリーミング再生回数が、自身最高の2000万回再生を超えている人気楽曲。
初回生産限定盤と通常盤の2形態でリリースされ、初回生産限定盤にはミュージックビデオ全6曲が収録されたDVDが付属。なお、初回生産限定盤は紙ジャケット仕様で制作された。
『From DROPOUT』というタイトルについて秋山は、「ジャケットをイメージしているときですね。先にジャケットの絵が浮かんで、そこから離れられなくなったんです。」とコメントしており、自身の人生観が反映されたジャケットデザインが元となっている。

## チャート成績
前作『Hello my shoes』に大きく差をつけて、2020年3月16日付のオリコン週間アルバムランキングで初登場17位を記録した。

## 収録内容
| 全作詞・作曲: 秋山黄色、全編曲: 秋山黄色（#2, 8: 秋山黄色、川口圭太）。 |                              |          |            |      |
| #                                                                       | タイトル                     | 作詞     | 作曲・編曲 | 時間 |
| 1.                                                                      | 「やさぐれカイドー」         | 秋山黄色 | 秋山黄色   | 4:15 |
| 2.                                                                      | 「モノローグ」               | 秋山黄色 | 秋山黄色   | 4:11 |
| 3.                                                                      | 「クラッカー・シャドー」     | 秋山黄色 | 秋山黄色   | 4:35 |
| 4.                                                                      | 「スライムライフ」           | 秋山黄色 | 秋山黄色   | 4:05 |
| 5.                                                                      | 「chills?」                  | 秋山黄色 | 秋山黄色   | 2:59 |
| 6.                                                                      | 「Caffeine」                 | 秋山黄色 | 秋山黄色   | 4:03 |
| 7.                                                                      | 「猿上がりシティーポップ」   | 秋山黄色 | 秋山黄色   | 4:13 |
| 8.                                                                      | 「夕暮れに映して」           | 秋山黄色 | 秋山黄色   | 3:38 |
| 9.                                                                      | 「ガッデム」                 | 秋山黄色 | 秋山黄色   | 2:45 |
| 10.                                                                     | 「エニーワン・ノスタルジー」 | 秋山黄色 | 秋山黄色   | 4:30 |
| 合計時間:                                                               | 合計時間:                    | 39:18    |            |      |

| #  | タイトル                   | 作詞 | 作曲・編曲 |
| -- | -------------------------- | ---- | ---------- |
| 1. | 「やさぐれカイドー」       |      |            |
| 2. | 「猿上がりシティーポップ」 |      |            |
| 3. | 「ドロシー」               |      |            |
| 4. | 「クソフラペチーノ」       |      |            |
| 5. | 「クラッカー・シャドー」   |      |            |
| 6. | 「夕暮れに映して」         |      |            |

## 演奏
- やさぐれカイドー
  - Drums：松下敦（ZAZEN BOYS）
  - Bass：なかむらしょーこ
  - Guitars：秋山黄色
- モノローグ
  - Drums：城戸紘志
  - Bass：山崎英明（scope、ex.School Food Punishment）
  - Guitars：秋山黄色
  - Piano : モチヅキヤスノリ
  - Programming : 川口圭太
- クラッカー・シャドー
  - Drums：ナガシマタカト
  - Bass：なかむらしょーこ
  - Guitars：秋山黄色
- スライムライフ
  - Drums：城戸紘志
  - Bass：山崎英明（scope、ex.School Food Punishment）
  - Guitars：秋山黄色
- chills?
  - Drums：城戸紘志
  - Bass：山崎英明（scope、ex.School Food Punishment）
  - Guitars：秋山黄色
  - Organ : モチヅキヤスノリ
- Caffeine
  - Drums：城戸紘志
  - Bass：山崎英明（scope、ex.School Food Punishment）
  - Guitars：秋山黄色
  - Gut Guitars：秋山黄色、川口圭太
- 猿上がりシティーポップ
  - Drums：松下敦（ZAZEN BOYS）
  - Bass：なかむらしょーこ
  - Guitars：秋山黄色
- 夕暮れに映して
  - Drums：城戸紘志
  - Bass & Programming : 川口圭太
  - Guitars：秋山黄色
  - Piano : モチヅキヤスノリ
- ガッデム
  - Drums：城戸紘志
  - Bass：山崎英明（scope、ex.School Food Punishment）
  - Guitars：秋山黄色
- エニーワン・ノスタルジー
  - Drums：城戸紘志
  - Bass：山崎英明（scope、ex.School Food Punishment）
  - Guitars：秋山黄色
  - Piano : モチヅキヤスノリ
  - Programming : 秋山黄色、川口圭太

## 楽曲タイアップ
モノローグ
カンテレ制作・フジテレビ系火9ドラマ『10の秘密』主題歌（2020年）
夕暮れに映して
KBS京都テレビ『京スポ』2020年4月度エンディングテーマ（2020年）

## ライブ
本作を携えて、自身初の東名阪ワンマンツアー『一鬼一遊TOUR』が4〜5月に開催される予定だったが、新型コロナウイルスの影響で8月に延期され、後に振替公演も中止となった。
代替として、東京公演の会場である渋谷CLUB QUATTROで事前収録された無観客ライブの映像が、ツアー最終日の予定だった8月27日にStagecrowdで有料配信された。
| タイトル                       | スケジュール |
| ------------------------------ | --- |
| 秋山黄色「一鬼一遊TOUR」       | 2020年 - 4月11日(土)→8月26日(水) 名古屋APOLLO BASE - 4月12日(日)→8月27日(木) 梅田Shangri-La - 5月1日(金)→8月6日(木) 渋谷CLUB QUATTRO |
| 秋山黄色「一鬼一遊」配信ライブ | - 8月27日(木) Stagecrowd |